# Sally Gray
Sally Gray (* 14. Februar 1916 in Holloway, London; † 24. September 2006 in London; eigentlich Constance Vera Stevens) war eine englische Filmschauspielerin der 1930er und 1940er Jahre.

## Leben
Sally Gray spielte hauptsächlich in Musicals und leichten Komödien. Sie war eine Blondine und hatte eine verführerische kehlige Stimme. Gray war als Kind eine Bühnenschauspielerin, bevor sie sich in den 1930er-Jahren im Film durchsetzte. Sie besuchte die Schule der Dramatischen Künste von Fay Compton. Von 1942 an musste sie sich aufgrund einer Krankheit von der Schauspielerei zurückziehen. Ab 1946 gelang ihr ein Comeback mit Filmen wie Achtung: Grün (Green for Danger, 1946), Ein Herz geht verloren (Carnival, 1946) und Sträfling 3312 (They Made Me a Fugitive, 1947). Die Direktoren von RKO  waren so begeistert von Sally Gray, dass sie den Produzenten William Sistrom ermächtigten, ihr einen langjährigen Vertrag zu offerieren, falls sie in die Vereinigten Staaten käme. Sie lehnte das Angebot ab und blieb in England.
Sally Gray heiratete 1951 Dominick Browne, 4. Baron Oranmore and Browne und blieb seine Ehefrau bis zu seinem Tod im Jahr 2002.

## Filmografie (Auswahl)
- 1935: Radio Pirates
- 1935: Cross Currents
- 1935: Lucky Days
- 1935: Checkmate
- 1936: Cheer Up
- 1936: Calling the Tune
- 1937: Cafe Colette
- 1937: Saturday Night Revue
- 1938: Over She Goes
- 1938: Mr. Reeder in Room 13
- 1938: Lightning Conductor
- 1938: Hold My Hand
- 1939: The Lambeth Walk
- 1939: Sword of Honour
- 1939: The Saint in London
- 1940: A Window in London
- 1940: Olympic Honeymoon
- 1941: The Saint’s Vacation
- 1941: Dangerous Moonlight
- 1946: Ein Herz geht verloren (Carnival)
- 1946: Achtung: Grün (Green for Danger)
- 1947: Sträfling 3312 (They Made Me a Fugitive)
- 1949: Das schweigende Dunkel (Silent Dust)
- 1949: Der Wahnsinn des Dr. Clive (Obsession)
- 1952: Gefährlicher Auftrag (Escape Route)